# Bugiri
Bugiri is de hoofdplaats van het district Bugiri in het oosten van Oeganda.
Bugiri telde in 2002 bij de volkstelling 18.664 inwoners.